# Рассам, Ормуз
Ормуз Рассам, также Хормузд Расам (1826 — 16 сентября 1910), — османский иракский ассириолог и путешественник, работавший на англичан. Считается первым ассириологом Ирака, использовавшим европейские методы в работе.
Родился в Мосуле в семье сирийских христиан. Был помощником сэра О. Г. Лейарда в его первой экспедиции (1845—1847), что стало для него первой научной работой. Впоследствии приехал в Англию, учился в Оксфорде и был направлен администрацией Британского музея сопровождать Лейарда в его второй экспедиции (1849—1851). Лейард затем занялся политикой, Рассам же продолжил работу (в 1852—1854 годах) в Ассирии под руководством Британского музея и сэра Генри Роулинсона в Нимроде и Куюнджике. В 1866 году британское правительство отправило его в экспедицию в Абиссинию, где, однако, он оказался заключён в тюрьму на два года, пока не был освобождён усилиями сэра Роберта Нейпира. С 1876 по 1882 год он снова занимался ассириологией в Ираке, проведя важные исследования, особенно на руинах Ниневии, а во время Русско-турецкой войны был отправлен с миссией оценки условий жизни христианских сообществ Малой Азии и Армении. Его археологическая работа привела ко многим важным открытиям и находкам множества образцов ассирийской клинописи.
Открыл развалины города Куты в 5 часах к северо-востоку от Вавилона, на холме Телль-Ибраим.
- Эта статья (раздел) содержит текст, взятый (переведённый) из одиннадцатого издания «Британской энциклопедии», перешедшего в общественное достояние.